# Mourad Daami
Mourad Daami (Bembla, 1962. augusztus 15. –) tunéziai nemzetközi labdarúgó-játékvezető.

## Pályafutása

### Nemzeti játékvezetés
1993-ban lett az I. Liga játékvezetője. Az aktív nemzeti játékvezetéstől 1999-ben vonult vissza.

### Nemzetközi játékvezetés
A Tunéziai labdarúgó-szövetség Játékvezető Bizottsága (JB) terjesztette fel nemzetközi játékvezetőnek, a Nemzetközi Labdarúgó-szövetség (FIFA) 1995-től tartotta nyilván bírói keretében. Több nemzetek közötti válogatott- és klubmérkőzést vezetett. Egyszer egy évre eltiltottak, mivel befolyásolni akarta egyik kollégáját. Mérkőzésein a nemzetközi átlag alatti számban mutatja fel a sárga lapot. Az aktív nemzetközi játékvezetéstől 1999-ben vonult vissza.

#### Világbajnokság

##### U20-as labdarúgó-világbajnokság
Nigéria rendezte a 12., az 1999-es ifjúsági labdarúgó-világbajnokságot, ahol a FIFA JB bírói munkával bízta meg.

###### 1999-es ifjúsági labdarúgó-világbajnokság
| Időpont           | Helyszín                                | Mérkőzés típusa              | Mérkőzés                         | Eredmény | Nézők száma |
| ----------------- | --------------------------------------- | ---------------------------- | -------------------------------- | -------- | ----------- |
| 1999. április 5.  | Sani Abacha Stadion, Kano               | csoportmérkőzés (E. csoport) | Anglia–Amerikai Egyesült Államok | 0 : 1    | 19 000      |
| 1999. április 11. | Abubarkar Tafawa Balewa Stadion, Bauchi | csoportmérkőzés (E csoport)  | Japán–Anglia                     | 2 : 0    | 9 000       |
| 1999. április 18. | Nemzeti Stadion, Lagos                  | egyik negyeddöntő            | Uruguay–Brazília                 | 2 : 1    | 10 000      |

##### U17-es labdarúgó-világbajnokság
Peru rendezte a 11., a 2005-ös U17-es labdarúgó-világbajnokságot, ahol   a FIFA JB bíróként foglalkoztatta.

###### 2005-ös U17-es labdarúgó-világbajnokság
| Időpont              | Helyszín                   | Mérkőzés típusa              | Mérkőzés                | Eredmény | Nézők száma |
| -------------------- | -------------------------- | ---------------------------- | ----------------------- | -------- | ----------- |
| 2005. szeptember 19. | Nemzeti Stadion, Lima      | csoportmérkőzés (B. csoport) | Uruguay–Törökország     | 2 – 3    | 4000        |
| 2005. szeptember 23. | Mansiche Stadion, Trujillo | csoportmérkőzés (C. csoport) | Olaszország–Észak-Korea | 1 – 1    | 10 000      |

---
A világbajnoki döntőhöz vezető úton Dél-Koreába és Japánba a XVII., a 2002-es labdarúgó-világbajnokságra és Németországba a XVIII., a 2006-os labdarúgó-világbajnokságra a FIFA JB bíróként alkalmazta. Az előselejtező mérkőzéseket a Afrikai Labdarúgó-szövetség (CAF zónában teljesítette. Világbajnokságon vezetett mérkőzéseinek száma: 1.

##### 2002-es labdarúgó-világbajnokság

###### Selejtező mérkőzés
| Időpont          | Helyszín                    | Mérkőzés típusa           | Mérkőzés      | Eredmény | Nézők száma |
| ---------------- | --------------------------- | ------------------------- | ------------- | -------- | ----------- |
| 2000. június 18. | Június 11. Stadion, Tripoli | előselejtező (A. csoport) | Líbia–Kamerun | 0 : 3    | 60 000      |

###### Világbajnoki mérkőzés
| Időpont         | Helyszín               | Mérkőzés típusa              | Mérkőzés       | Eredmény | Nézők száma |
| --------------- | ---------------------- | ---------------------------- | -------------- | -------- | ----------- |
| 2002. június 9. | Városi Stadion, Mijagi | csoportmérkőzés (G. csoport) | Mexikó–Ecuador | 2 : 1    | 45 610      |

##### 2006-os labdarúgó-világbajnokság

###### Selejtező mérkőzés
| Időpont             | Helyszín                                | Mérkőzés típusa           | Mérkőzés                               | Eredmény | Nézők száma |
| ------------------- | --------------------------------------- | ------------------------- | -------------------------------------- | -------- | ----------- |
| 2004. június 5.     | 1956. május 19. Stadion, Annaba         | előselejtező (4. csoport) | Algéria–Angola                         | 0 : 0    | 55 000      |
| 2005. június 5.     | Martyrs Stadion, Kinshasa               | előselejtező (2. csoport) | Kongói Demokratikus Köztársaság–Uganda | 4 : 0    | 80 000      |
| 2005. szeptember 4. | Félix Houphouët-Boigny Stadion, Abidjan | előselejtező (3. csoport) | Elefántcsontpart–Kamerun               | 2 : 3    | 34 500      |
| 2005. október 8.    | Várzea Stadion, Praia                   | előselejtező (2. csoport) | Zöld-foki Köztársaság–Ghána            | 0 : 4    | 6 500       |

#### Olimpia
Ausztrália adott otthont a XXVII., a 2000. évi nyári olimpiai játékok labdarúgó tornájának, ahol a FIFA JB játékvezetői szolgálatra alkalmazta.
| Időpont              | Helyszín                         | Mérkőzés típusa              | Mérkőzés                       | Eredmény | Nézők száma |
| -------------------- | -------------------------------- | ---------------------------- | ------------------------------ | -------- | ----------- |
| 2000. szeptember 16. | Cricket Ground Stadion, Brisbane | csoportmérkőzés (C. csoport) | Csehország–Kuvait              | 2 : 3    | 22 182      |
| 2000. szeptember 19. | Football Stadion, Sydney         | csoportmérkőzés (A. csoport) | Ausztrália–Honduras            | 1 : 2    | 37 788      |
| 2000. szeptember 26. | Football Stadion, Sydney         | egyik elődöntő               | Spanyolország–Egyesült Államok | 3 : 1    | 39 800      |

#### Afrikai Nemzetek Kupája
Ghána és Nigéria a 22., a 2000-es afrikai nemzetek kupát, Maliban a 23., a 2002-es afrikai nemzetek kupát, Egyiptom rendezte a 25., a 2006-os afrikai nemzetek kupát, ahol a CAF JB bíróként foglalkoztatta.

##### 2000-es afrikai nemzetek kupája

###### Afrikai Nemzetek Kupája mérkőzés
| Időpont           | Helyszín               | Mérkőzés típusa              | Mérkőzés                 | Eredmény | Nézők száma |
| ----------------- | ---------------------- | ---------------------------- | ------------------------ | -------- | ----------- |
| 2000. január 28.  | Városi Stadion, Accra  | csoportmérkőzés (A. csoport) | Kamerun–Elefántcsontpart | 3 : 0    | 5 000       |
| 2000. február 6.  | Városi Stadion, Kumasi | egyik negyeddöntő            | Dél-Afrika–Ghána         | 1 : 0    | 40 000      |
| 2000. február 13. | Nemzeti Stadion, Lagos | döntő                        | Nigéria–Kamerun          | 2 : 2    | 40 000      |

##### 2002-es afrikai nemzetek kupája

###### Afrikai Nemzetek Kupája mérkőzés
| Időpont          | Helyszín                        | Mérkőzés típusa              | Mérkőzés         | Eredmény | Nézők száma |
| ---------------- | ------------------------------- | ---------------------------- | ---------------- | -------- | ----------- |
| 2002. január 24. | Amare Daou Stadion, Ségou       | csoportmérkőzés (B. csoport) | Dél-Afrika–Ghána | 0 : 0    | 5 000       |
| 2002. február 4. | Babemba Traoré Stadion, Sikasso | egyik elődöntő               | Kamerun–Egyiptom | 1 : 0    | 15 000      |

##### 2006-os afrikai nemzetek kupája

###### Afrikai Nemzetek Kupája mérkőzés
| Időpont           | Helyszín                        | Mérkőzés típusa              | Mérkőzés                             | Eredmény | Nézők száma |
| ----------------- | ------------------------------- | ---------------------------- | ------------------------------------ | -------- | ----------- |
| 2006. január 21.  | Katonai-Akadémia Stadion, Kairó | csoportmérkőzés (B. csoport) | Togo–Kongói Demokratikus Köztársaság | 0 : 2    | 6 000       |
| 2006. január 28.  | Katonai-Akadémia Stadion, Kairó | csoportmérkőzés (A. csoport) | Líbia–Marokkó                        | 0 : 0    | 5 000       |
| 2006. február 10. | Katonai-Akadémia Stadion, Kairó | döntő                        | Egyiptom–Elefántcsontpart            | 0 : 0    | 74 100      |

#### Arany Kupa
Az Egyesült Államok adott otthont, az 1998-as CONCACAF-aranykupa labdarúgó tornának, ahol CONCACAF JB hivatalnokként alkalmazta.

##### 1998-as CONCACAF-aranykupa

###### CONCACAF-aranykupa mérkőzés
| Időpont          | Helyszín                  | Mérkőzés típusa              | Mérkőzés              | Eredmény | Nézők száma |
| ---------------- | ------------------------- | ---------------------------- | --------------------- | -------- | ----------- |
| 1998. február 1. | Coliseum Stadion, Oakland | csoportmérkőzés (C. csoport) | Egyesült Államok–Kuba | 3 : 0    | 11 234      |

#### Konföderációs Kupa
Németország adott otthont a 2005-ös konföderációs kupa rendezvényének, ahol a FIFA JB bíróként alkalmazta.
| Időpont          | Helyszín                   | Mérkőzés típusa              | Mérkőzés       | Eredmény | Nézők száma |
| ---------------- | -------------------------- | ---------------------------- | -------------- | -------- | ----------- |
| 2005. június 22. | RheinEnergie Stadion, Köln | csoportmérkőzés (B. csoport) | Japán–Brazília | 2 : 2    | 44, 922     |